# Corvo-marinho-da-tasmânia
O corvo-marinho-da-tasmânia (Phalacrocorax fuscescens) é uma espécie de ave da família Phalacrocoracidae. É endémico das regiões costeiras do sul da Austrália.

## Taxonomia
A espécie é monotípica (não são reconhecidas subespécies).